# 可视化分析论
可视化分析论是信息可视化与科学可视化领域发展的产物，侧重于借助于交互式用户界面而进行的分析推理。